# Beat Out!
Beat Out! – trzeci album japońskiego zespołu Glay wydany 2 lipca 1996 roku przez Platinum Records / PolyGram.

## Lista utworów
1. "More than Love" - 4:47
2. "Yes, Summerdays" - 5:10
3. "Genshoku no Sora (Cloudy Sky) (jap. 原色の空<Cloudy Sky>)" - 4:19
4. "Trouble On Monday" - 5:28
5. "Together" - 7:02
6. "Tsuki ni Inoru (jap. 月に祈る)" - 4:19
7. "Ikiteku Tsuyosa (jap. 生きてく強さ)" - 3:49
8. "Shuumatsu no Baby Talk (jap. 週末のBaby talk)" - 5:57
9. "Glorious (jap. グロリアス)" - 4:55
10. "Kisaki no Hate (jap. 軌跡の果て)" - 5:34
11. "Miki Piano" - 5:14